# Maria Theresia von Portugal

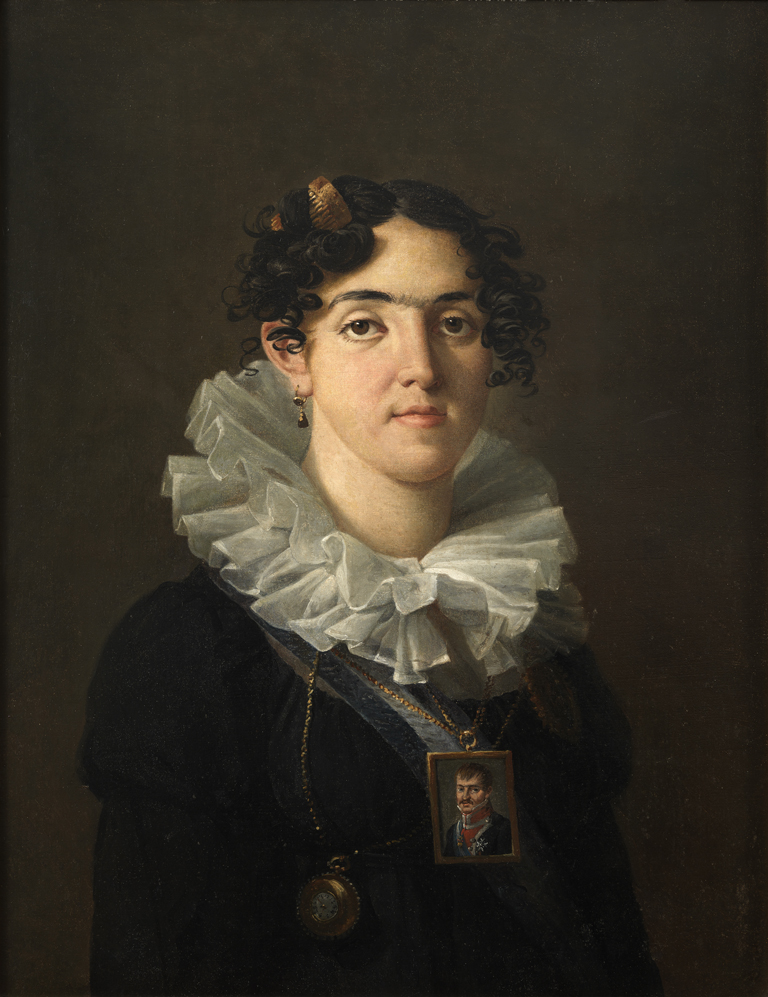
Maria Theresia von Portugal im Jahre 1817

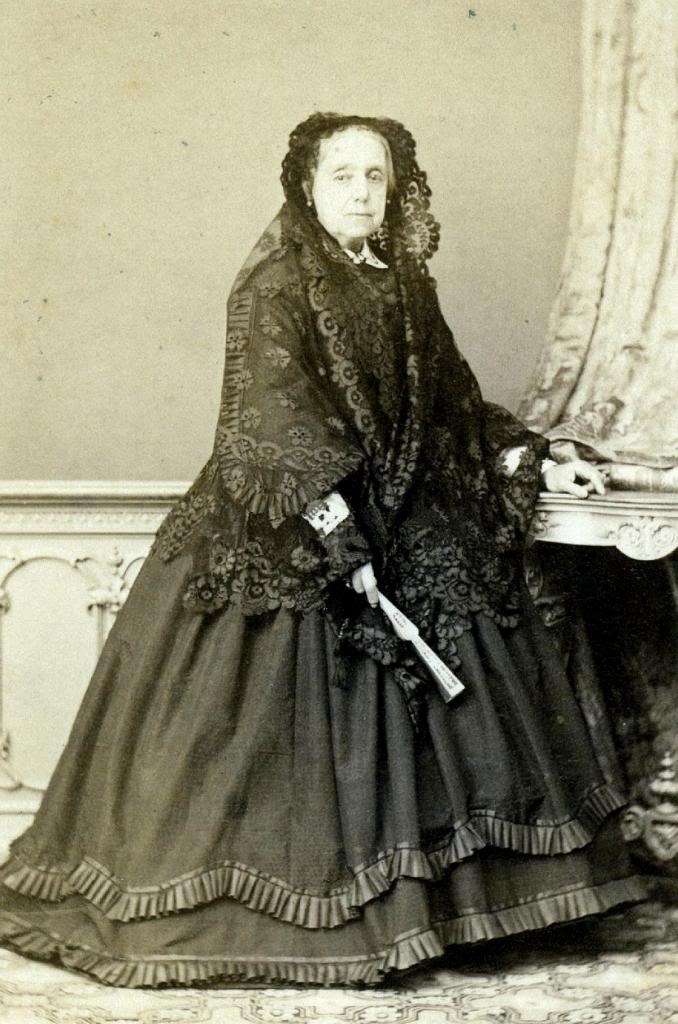
Maria Theresia von Portugal, in ihren späteren Jahren

Infantin Maria Theresia von Portugal (portugiesisch: Maria Teresa Francisca de Assis Antónia Carlota Joana Josefa Xavier de Paula Miguela Rafaela Isabel Gonzaga) (* 29. April 1793 in Queluz; † 17. Januar 1874 in Triest) war die erstgeborene Tochter des portugiesischen Königs Johann VI. und seiner Gemahlin Charlotte Johanna von Spanien, Tochter des spanischen Königs Karl IV.

## Biographie
Maria Theresia wurde im Residenzschloss Palácio Nacional de Queluz in der Nähe Lissabons geboren. Sie erhielt den Titel Prinzessin von Brasilien.
Nachdem das portugiesische Königshaus 1808 vor den Napoleonischen Invasoren nach Rio de Janeiro in die portugiesische Kolonie Brasilien geflohen war, wurde Maria Theresia dort am 10. Mai 1810 mit ihrem Cousin Peter Karl von Bourbon und Braganza vermählt. Die Ehe war unglücklich, jedoch gebar sie 1811 einen Jungen, Sebastian von Portugal und Spanien. Bereits am 26. Mai 1812 wurde sie Witwe.
Im Miguelistenkrieg (portugiesischer Bürgerkrieg 1826–1834) stand sie auf der Seite ihres anti-liberalen, absolutistischen jüngeren Bruders Michael von Portugal und ihres Schwagers und Onkels, des Infanten Don Carlos, Graf von Molina, bei deren Kampf um den portugiesischen bzw. spanischen Thron. In den letzten Jahren der Herrschaft ihres Onkels Ferdinand von Spanien († 1833) lebte Theresia in Madrid und versuchte, Don Carlos’ Position zu stärken. Sie stand während des ersten Karlistenkriegs (1833–1839) und danach auf der Seite der Carlisten, der Kirche und der reaktionären Kräfte. Ihre Schwester Francisca, Titularkönigin von Spanien und Ehefrau von Don Carlos, starb 1834.
1838 heiratete Maria Theresia ihren Onkel Don Carlos. Diese zweite Ehe war kinderlos, jedoch nahm sie ihren Stiefsohn, der gleichzeitig ihr Cousin und Neffe war, in Fürsorge. Die Familie verließ Spanien und lebte fortan in Triest.
Ihr Gemahl starb dort 1855, Theresia 19 Jahre später. Sie wurde in der Kathedrale von Triest beigesetzt, wo auch Don Carlos und Francisca bestattet waren.